# Los Llanos (Herrera)
Los Llanos es un corregimiento del distrito de Ocú en la provincia de Herrera, República de Panamá. La población tiene 2.110 habitantes (2010).